# Andrzej Kremer

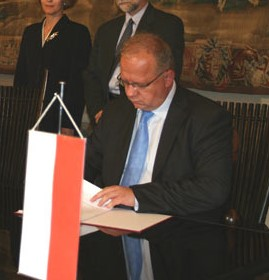
Andrzej Kremer

Andrzej Stanisław Kremer (Krakau, 8 augustus 1961 - Smolensk, 10 april 2010) was een Poolse advocaat, diplomaat en onderminister van Buitenlandse Zaken.
Kremer kwam om het leven toen een Pools regeringsvliegtuig nabij de luchthaven van het Russische Smolensk neerstortte.
- Gemeinsame Normdatei: 141052449
- International Standard Name Identifier: 0000 0001 1008 1092
- Library of Congress Control Number: no2003019085
- Virtual International Authority File: 120303314
- WorldCat: E39PBJdWHrF7bkcC88tbG8hfv3